# عیش‌آباد (رفسنجان)
عیش‌آباد (رفسنجان)، روستایی از توابع بخش مرکزی شهرستان رفسنجان در استان کرمان ایران است.

## جمعیت
این روستا در دهستان آزادگان (رفسنجان) قرار دارد و براساس سرشماری مرکز آمار ایران در سال ۱۳۸۵، جمعیت آن ۱٬۱۱۲ نفر (۲۸۰خانوار) بوده‌است.